# Jeff Allen (jugador de fútbol americano, nacido en 1958)
Jeffrey Allen (Richmond, 1 de julio de 1958) es un exjugador de fútbol americano y fútbol canadiense estadounidense, que jugaba en el puesto de defensive back. Fue seleccionado en la octava ronda (212 en general) en el draft de la NFL de 1980 por los Miami Dolphins. Jugó fútbol americano universitario en UC Davis. También jugó para los San Diego Chargers y los San Francisco 49ers en la National Football League (NFL), así como un partido para los Toronto Argonauts en la Canadian Football League (CFL). Luego apareció en 25 juegos de la NFL en su carrera, y realizó nueve aperturas.

## Carrera temprana
Allen jugó fútbol americano universitario en la Universidad de California en Davis para los Aggies. En su último año con los Aggies (1980), recibió el premio Colby E. «Babe» Slater, que se otorga al atleta masculino del año.

## Carrera profesional
Allen fue seleccionado por los Miami Dolphins en la octava ronda (212 en general) del Draft de la NFL de 1980. En su temporada de novato, Allen jugó en los 16 partidos de la temporada regular para los Dolphins, donde fue utilizado principalmente como esquinero. Permaneció en el equipo durante la temporada baja, pero fue despedido a mediados de agosto.
Los Toronto Argonauts estaban pasando apuros en agosto de 1981 después de perder ocho juegos consecutivos. Junto con otros cinco jugadores cortados de la NFL, Allen fue contratado en un intento por mejorar el equipo. Se esperaba que Allen y Elbert Roberts reemplazaran a Marcellus Greene y Hank Williams. En cambio, los Argonautas iniciaron a Allen como safety para su debut en la CFL contra los Calgary Stampeders el 7 de septiembre de 1981. Fue liberado la semana siguiente después de iniciar solo un juego para los Argonauts. Más tarde, los Argonautas volvieron a contratar a Allen y lo cambiaron a los BC Lions por el running back Calvin Murray, aunque Allen no jugó ningún partido para los Lions.
Antes de la temporada de 1982, los San Diego Chargers firmaron a Allen. Jugó en el primer partido de la temporada contra los Kansas City Chiefs. La unidad secundaria fue elogiada por permitir sólo 3 puntos a pesar de contar con dos nuevos titulares, Allen y Andre Young. Luego comenzó en nueve partidos de la temporada regular con los Chargers. Allen interceptó un pase de Terry Bradshaw destinado a Lynn Swann en la victoria de los Chargers en la primera ronda de los playoffs contra los Pittsburgh Steelers, pero los Chargers perdieron en la segunda ronda ante los Miami Dolphins. Antes de la temporada de 1983, los Chargers cambiaron a Allen a los San Francisco 49ers por una selección de draft, pero Allen fue cortado durante la pretemporada y nunca jugó para los 49ers.